# Джої Флорес
Хосе Луїс Флорес Бетанкур (англ. Jose Luis Florez Betancourt, знаний як Джої Флорез, нар. 2 серпня 1993) — американський науковець і культурний критик.

## Біографія
Народився в Нью-Йорку, штат Нью-Йорк, у 1993 році. Він має іспанське та колумбійське походження.. Флорез є родичем колишнього колумбійського політика та оглядача Освальдо Даріо Мартінеса Бетанкура.
Він вивчав прикладну психологію у Флоридському технологічному інституті та судову психологію в Університеті Нова Саут-Істерн. Він є почесним членом Phi Kappa Phi та Psi Chi, а також професійним членом таких організацій, як Національна асоціація кримінального правосуддя, Академія наук кримінального правосуддя й Американська асоціація пробації та умовно-дострокового звільнення.
Флорез відомий своїми коментарями на міжнародному й американському радіо, а також на інших медіаканалах про психічне здоров'я, виправні методи та масову культуру.